# Arc lung englezesc

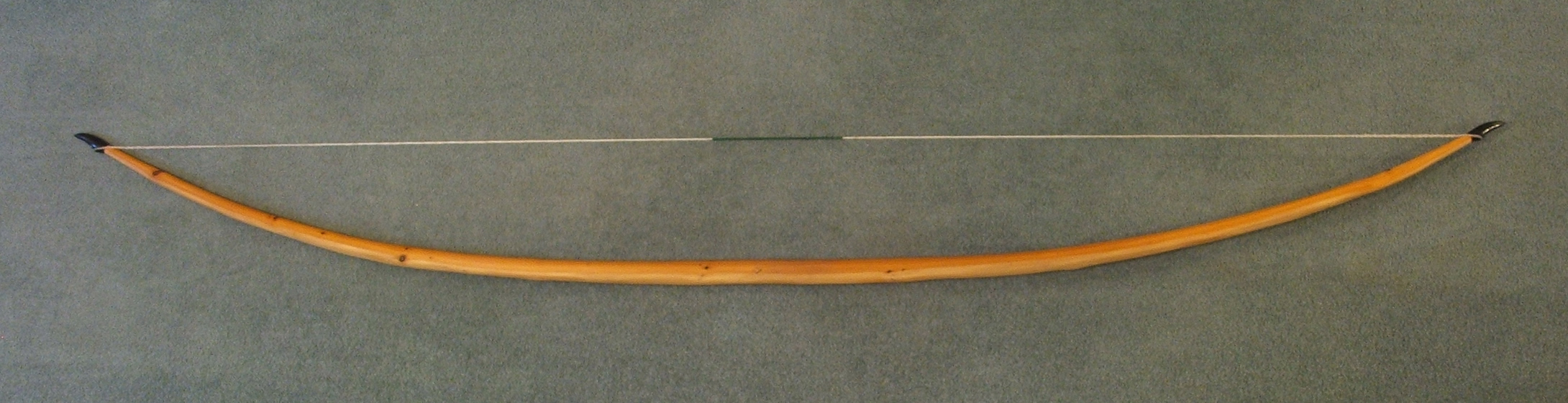
Arc englezesc din lemn de tisă, 2 m lungime, forţă de întindere 470 N.

Arcul lung englezesc este un tip de arc medieval înalt, cu o lungime de circa 2 m utilizat de englezi și galezi ca armă de vânătoare sau de război. Arcul lung a fost utilizat cu eficiență împotriva francezilor în timpul Războiului de 100 de Ani, mai ales în bătăliile din faza sa incipientă, de la Crécy (1346) și Poitiers (1356), dar și în celebra bătălie de la Azincourt (1415). După aceea, arcurile lungi au fost mai puțin eficiente, arcașii suferind mari pierderi în bătălia de la Verneuil (1424), și fiind învinși în bătălia de la Patay (1429) când au fost atacați înainte de a reuși să ocupe poziții defensive.
Cel mai vechi arc lung cunoscut în Anglia, găsit la Ashcott Heath, Somerset, datează din 2665 î.Hr., dar nu există arcuri provenind din perioada începută atunci și până în vremea când arma a devenit răspândită pe scară largă (1250–1450). Probabil aceasta se întâmplă deoarece arcurile se rupeau, se slăbeau și erau înlocuite, nefiind păstrate de-a lungul mai multor generații. Există însă peste 130 de arcuri datând din perioada Renașterii. Peste 3.500 de săgeți și 137 de arcuri lungi au fost recuperate de pe Mary Rose, o corabie a lui Henric al VIII-lea scufundată la Portsmouth în 1545.